# Куаджа, Куасси
Куасси Куаджа (англ. Kouassi Kouadja; 22 июня 1995, Абиджан, Кот-д’Ивуар) — ивуарийский футболист защитник.

## Клубная карьера
До 2014 года играл в Кот-д’Ивуаре. Летом 2014 года подписал контракт с молдавским клубом «Саксан». 26 июля того же года в матче против «Милсами» дебютировал в чемпионате Молдавии. 2 марта 2015 года отправился в аренду в румынский клуб «Астра», где за полгода вышел на поле всего 1 раз.
20 июля 2015 года перешёл в белорусский клуб «Слуцк». 9 августа того же года в матче против клуба «Торпедо-БелАЗ» дебютировал в чемпионате Белоруссии. В составе «Слуцка» провёл 12 матче в высшей лиге Белоруссии.
В феврале 2016 года перешёл в казахстанский клуб «Актобе». 13 марта того же года в матче против клуба «Ордабасы» дебютировал в чемпионате Казахстана.
6 июля 2017 года пополнил ряды клуба «Тамбов». 21 февраля 2020 года вновь подписал контракт с «Актобе».